# Ефект Amazon
Вплив діяльності Інтернет-магазину Amazon.com на рівень споживчих цін.

Логотип Amazon.com

Інтернет-магазин Amazon.com є лідером інтернет-комерції в США — у 2016 р. через нього було здійснено 49,1 % усіх он-лайн покупок (5 % від усіх роздрібних продажів). Економісти помітили вплив діяльності Інтернет-гіганта на рівень споживчих цін.
“Ефект Amazon” — так його назвали у дослідницькому звіті Goldman Sachs за 2017 р. — призводить до того, що індекси цін на споживчі товари можуть знижуватися на 0,25 процентних пункти.
Подібна ситуація спостеріагалася й в інших країнах, зокрема влітку 2018 р. японський Центробанк відзначав, що фізичним магазинам доводиться знижувати ціни, щоб витримувати конкуренцію з онлайн-торговцями. Базовий індекс споживчих цін через це скоротився на 0,1 - 0,2 п.п.
У 2003 р. схожа ситуація була відмічена у Мексиці, де на той час лідером роздрібної торгівлі була мережа Walmart, яка впливала на рівень споживчих цін.